# Danais pauciflora
Danais pauciflora är en måreväxtart som beskrevs av John Gilbert Baker. Danais pauciflora ingår i släktet Danais och familjen måreväxter. Inga underarter finns listade i Catalogue of Life.